# شمعون قانوی
شمعون قانوی که با عنوان شمعون کنعانی نیز شناخته می‌شود (متی ۱۰:۴، مرقس ۳:۱۸; یونانی باستان: Σίμων ὁ Κανανίτης؛ قبطی: ⲥⲓⲙⲱⲛ ⲡⲓ-ⲕⲁⲛⲁⲛⲉⲟⲥ؛ سریانی کلاسیک: ܫܡܥܘܢ ܩܢܢܝܐ‎)، یکی از حواریون عیسی بود. چند دروغ‌نامیده به او نسبت داده شده است، اما جروم نام او را در اثر خود، در بارهٔ مردان نامدار که بین سال‌های ۳۹۲ و ۳۹۳ میلادی نوشته شد، نیاورده است.

## هویت

### روایات مبتنی بر اناجیل

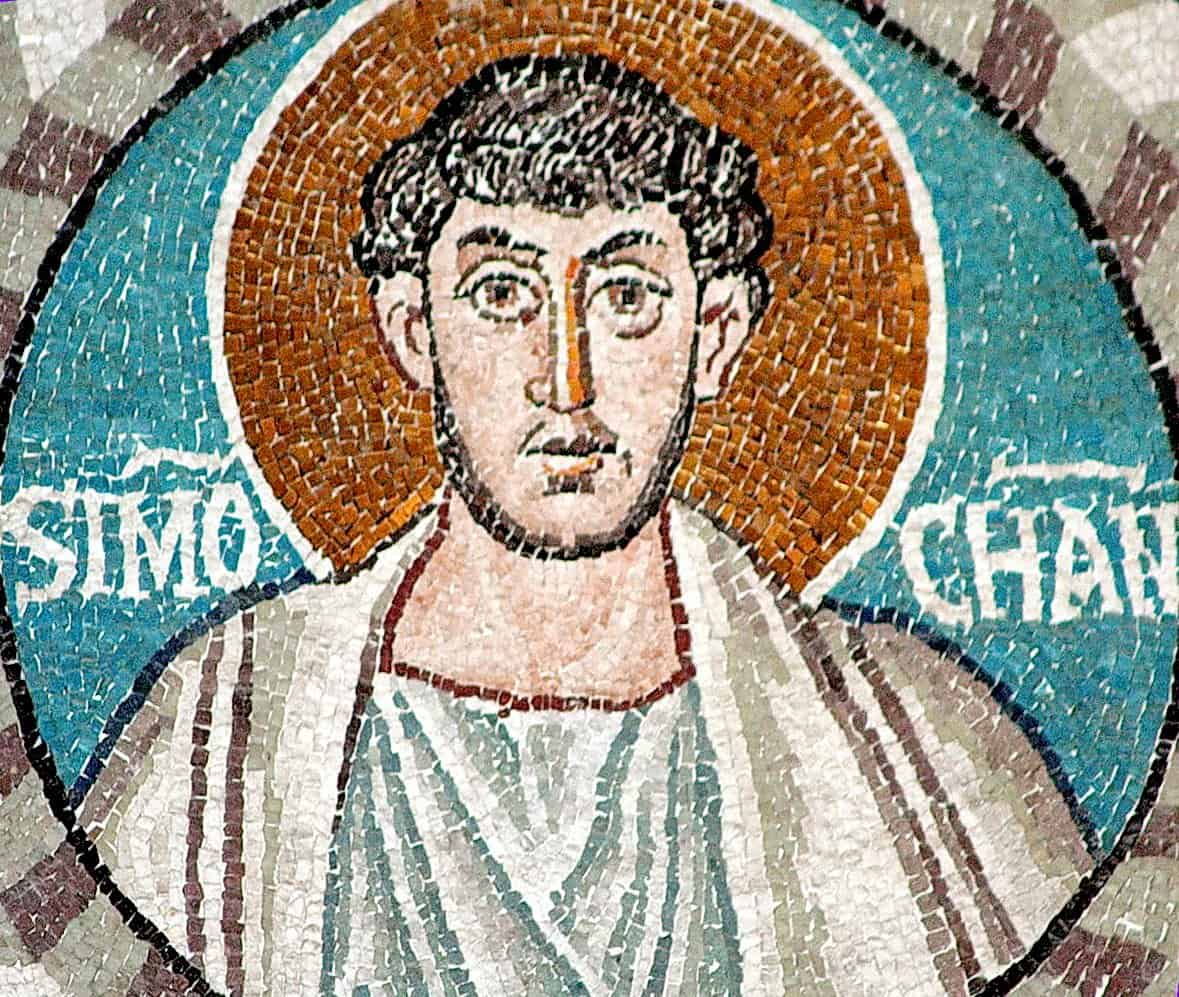
شمعون حواری، جزئیاتی از موزاییک در کلیسای سن ویتاله، راونا، قرن ششم میلادی

نام شمعون در تمام انجیل‌های هم‌نوا و اعمال رسولان در فهرست حواریون آمده، بی‌آنکه جزئیات بیشتری درباره‌اش ارائه شده باشد:
شمعون (که او را پطرس نیز نامید)، و برادرش اندریاس، یعقوب و یوحنا، فیلیپ و برتولما، متی و توما، یعقوب پسر حلفی، و شمعونی که غیور خوانده می‌شد، و یهودای برادر یعقوب، و یهودای اسخریوطی که همان خیانت‌کار بود.
برای تمایز او از شمعون پطرس، در هر سه انجیل هم‌نوا که نامش آمده، لقبی به او داده شده است. در انجیل لوقا و اعمال رسولان، شمعون «غیور» خوانده شده است (لوقا ۶:۱۵ اعمال ۱:۱۳). به همین دلیل، اغلب فرض می‌شود که او پیش‌تر عضو گروه سیاسی غیوران بوده است. اما در انجیل متی و مرقس، در نسخه‌های متن غالب بیزانسی او «کنانیتس» و در نسخه‌های اسکندرانی و Textus Receptus «کنانایوس» خوانده شده است (متی ۱۰:۴ مرقس ۳:۱۸). هر دو واژهٔ «کنانایوس» و «کنانیتس» از واژهٔ عبری קנאי (qanai) مشتق شده‌اند که به معنای «غیور» است، و از این رو، بیشتر پژوهشگران امروزی این دو واژه را به معنای «غیور» در نظر می‌گیرند. با این حال، جروم و کسانی چون سنت بید پیشنهاد کرده‌اند که واژهٔ «کنانایوس» یا «کنانیت» باید به عنوان «اهل قانا» یا «اهل کنعان» ترجمه شود، یعنی اینکه شمعون از شهر قانا در جلیل بوده است. اگر چنین باشد، لقب او «کنایوس» بوده است.
روبرت آیزنمن استدلال کرده است که ارجاعات تلمودی معاصر به غیوران، آن‌ها را با عنوان کَنّائیم (kanna'im) معرفی می‌کند، «اما نه واقعاً به‌عنوان یک گروه—بلکه بیشتر به‌عنوان کاهنانی منتقم در معبد». نتیجه‌گیری‌های گسترده‌تر آیزنمن—اینکه عنصر غیور در گروه اولیهٔ حواریون پنهان شده و بازنویسی شده است تا با مسیحیت پولسی که به غیریهودیان گرایش داشت، هماهنگ شود—بحث‌برانگیزتر است.
جان پی. مایر معتقد است که واژهٔ «غیور» ترجمهٔ نادرستی است و در زمینهٔ اناجیل، به معنای «غیور» یا «مذهبی» (در این مورد، نسبت به رعایت شریعت موسی) است، چرا که جنبش غیوران ظاهراً تا ۳۰ تا ۴۰ سال پس از رخدادهای گزارش‌شده در اناجیل، هنوز به‌وجود نیامده بود. با این حال، نه براندون و نه هنگل از این دیدگاه پشتیبانی نمی‌کنند.

#### شناسایی‌های دیگر
در اناجیل، شمعون قانوی به‌طور مستقیم با شمعون، برادر عیسی که در مرقس ۶:۳ ذکر شده، یکی دانسته نشده است:
«آیا این همان نجار، پسر مریم و برادر یعقوب و یوسا و یهودا و شمعون نیست؟ و مگر خواهرانش در میان ما نیستند؟» و از او رنجیدند.
دانشنامهٔ کاتولیک پیشنهاد می‌کند که ممکن است شمعون قانوی همان شمعون اورشلیمی یا شمعون (برادر عیسی) یا هر دوی آن‌ها باشد. در این صورت، او پسرعمو یا فرزند یوسف از ازدواجی پیشین بوده است. روایت دیگری نیز وجود دارد که او همان شمعون اورشلیمی است که پس از اعدام یعقوب البار، از سال ۶۲ تا ۱۰۷ میلادی به‌عنوان دومین اسقف اورشلیم خدمت کرد، اگرچه در جلیل زاده شده بود.

### روایت‌های متأخر (منابع مشکوک و قرون وسطی)

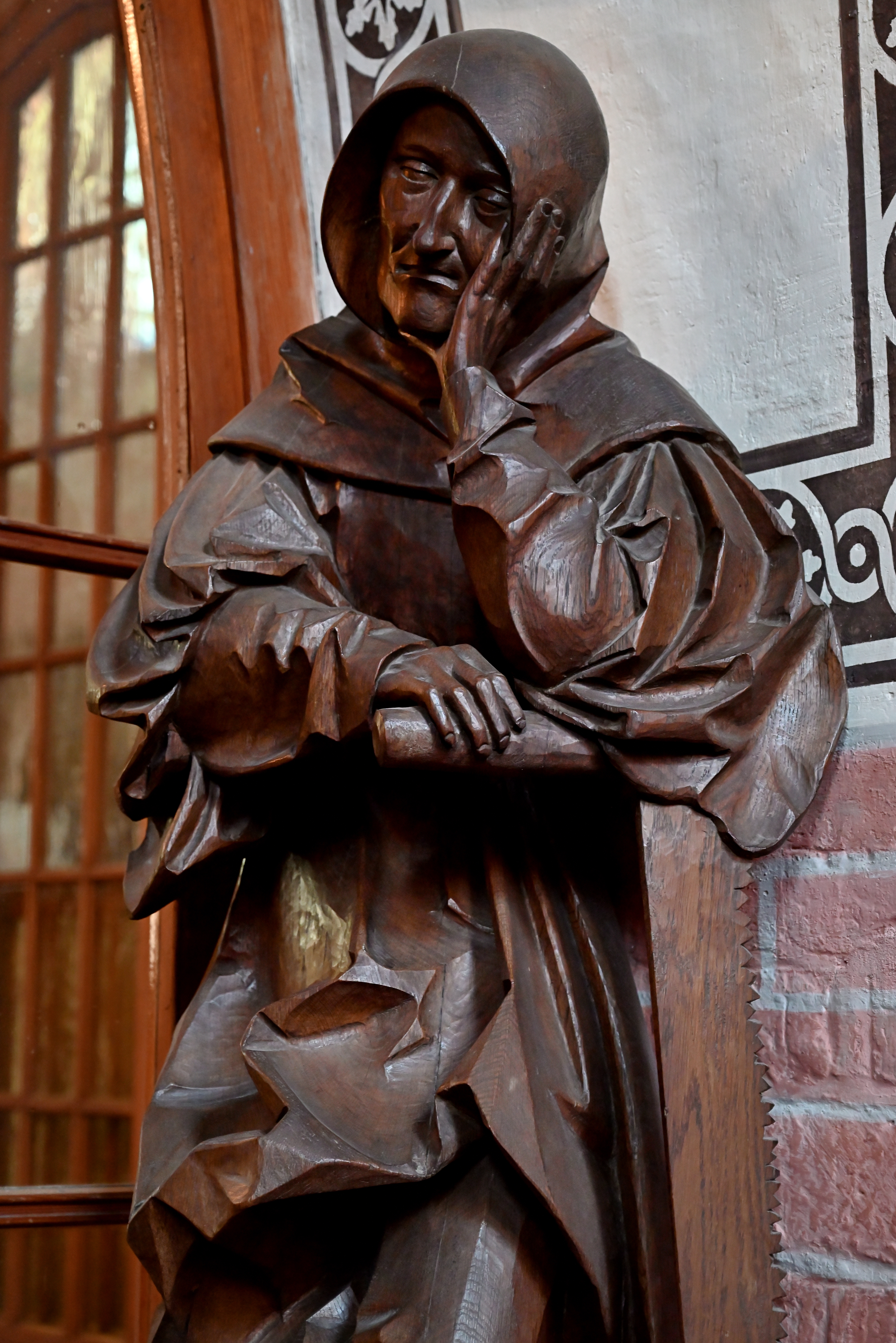
شمعون قانوی اثر کلاوس برگ (حدود ۱۴۷۰–۱۵۳۲) در کلیسای جامع گوستروو

نامهٔ منسوب به حواریون (Epistula Apostolorum)، که در قرن دوم و در مخالفت با گنوسیسم نوشته شده است، او را یکی از حواریونی معرفی می‌کند که در نوشتن نامه مشارکت داشته‌اند (از جمله توما)، و او را با نام «یهودای غیور» می‌آورد.
در برخی ترجمه‌های لاتین کهن انجیل متی، در متی ۱۰:۳، به‌جای تادئوس/لبیوس، «یهودای غیور» آمده است. برخی از خوانندگان از این مسئله چنین برداشت کرده‌اند که او ممکن است همان «یهودای نه اسخریوطی» باشد که در یوحنا ۱۴:۲۲ آمده است: «یهودا (نه اسخریوطی) به او گفت: ای سرور، چگونه است که خود را بر ما ظاهر می‌سازی، نه بر جهان؟»
از آنجا که گاهی گفته می‌شود یهودا همان توما حواری است، تطبیق «شمعون غیور» با توما نیز ممکن دانسته شده است. باربارا ثیرینگ شمعون غیور را با شمعون مجوسی یکی دانسته است، اما این دیدگاه مورد پذیرش جدی قرار نگرفته است. عهد جدید جز انبوهی از این القاب احتمالی و بعید، چیزی دربارهٔ شمعون ثبت نکرده است.
در انجیل طفولیت سریانی نیز روایتی دربارهٔ این حواری آمده است. در این روایت، پسربچه‌ای به نام شمعون از ناحیهٔ دست مورد گزیدگی مار قرار می‌گیرد؛ عیسی او را شفا می‌دهد و می‌گوید: «تو شاگرد من خواهی شد». این روایت با جمله‌ای پایان می‌یابد که می‌گوید: «این است شمعون قانوی که در انجیل ذکر شده است». ایزیدور سویل حکایت‌های گردآمده دربارهٔ شمعون را در اثر خود با عنوان De Vita et Morte گردآورده است.
بر اساس افسانهٔ طلایی، که مجموعه‌ای از قدیس‌نگاری‌ها و زندگینامهٔ قدیسان است که در قرن سیزدهم توسط یعقوب د واراژین گردآوری شده، «شمعون قانوی و تادئوس برادران یعقوب کوچک و فرزندان مریم کلوپا بودند که با حلفی ازدواج کرده بود». در سنت‌های متأخر، شمعون اغلب با تادئوس به‌عنوان یک گروه تبلیغی همراه دانسته می‌شود؛ در مسیحیت غربی، آن‌ها روز مشترکی در تقویم قدیسین دارند: ۲۸ اکتبر.
رایج‌ترین روایت این است که پس از بشارت در مصر، شمعون به تادئوس در ایران و ارمنستان بزرگ یا بیروت در لبنان امروزی پیوست، جایی که هر دو در سال ۶۵ میلادی کشته شدند. این روایت در افسانهٔ طلایی آمده است. گفته می‌شود او ممکن است در مقام اسقف اورشلیم مصلوب شده باشد.

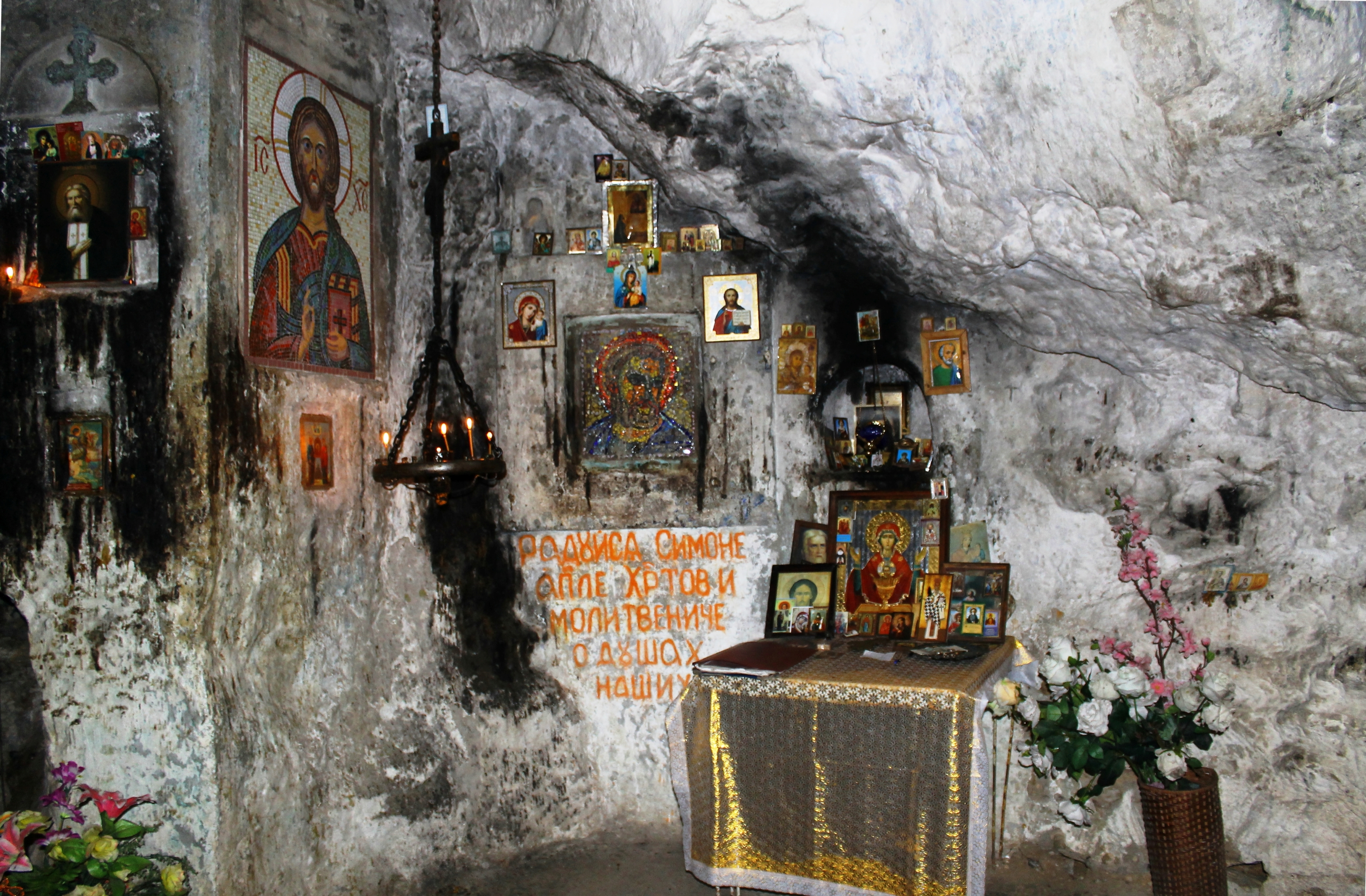
غار شمعون قانوی (شمعون کَنَنایوس) در آبخاز، گرجستان

بر پایهٔ روایتی در شرق، شمعون در سفری تبلیغی به گرجستان رفت، در آبخاز درگذشت و در نیکوپسیا، مکانی ناشناخته در ساحل دریای سیاه، به خاک سپرده شد. بقایای او بعدتر به نیو آتوس در آبخاز امروزی منتقل شد. روایت دیگری می‌گوید که او به خاورمیانه و آفریقا سفر کرده است. مسیحیان اتیوپی معتقدند که او در سامریه به صلیب کشیده شد، در حالی که یوستوس لیپسیوس می‌نویسد که در سوآنیر، ایران، با اره دو نیم شده است. با این حال، موسی خورنی می‌نویسد که او در وریوسفورا در ایبری قفقاز کشته شد. روایت دیگری نیز وجود دارد که می‌گوید او در ادسا به مرگی آرام درگذشت.
بر پایهٔ روایتی دیگر، او به بریتانیا نیز سفر کرده بود. در این روایت، در دومین سفر تبلیغی‌اش به بریتانیا، در سال ۶۰ میلادی، هم‌زمان با آغاز شورش بودیکا وارد آن سرزمین شد. گفته می‌شود که او در ۱۰ مه سال ۶۱ میلادی به‌دست رومی‌ای به نام کاتوس دکیانوس در کایستور، در لینکلن‌شر امروزی در انگلستان، به صلیب کشیده شد. بر پایهٔ نوشته‌های سزار بارونیوس و هیپولیتوس رومی، نخستین سفر شمعون به بریتانیا در سال ۴۴ میلادی، هم‌زمان با فتح بریتانیا از سوی امپراتوری روم انجام شده است.
نقیفوروس یکم اهل قسطنطنیه می‌نویسد:
شمعون که در قانای جلیل زاده شد، به‌سبب محبت پرشور نسبت به استاد خود و غیرت فراوانی که در گسترش انجیل از خود نشان داد، لقب «غیور» یافت. او پس از دریافت روح‌القدس از بالا، از مصر و آفریقا گذر کرد، سپس از مائوریتانیا و تمام لیبی عبور نمود و انجیل را بشارت داد. و همین تعلیم را تا کرانهٔ باختری دریا و در جزایری که «بریتانیا» نامیده می‌شوند نیز رساند.
روایت دیگری، که بی‌تردید از لقب او «غیور» الهام گرفته شده، بیان می‌کند که او در نخستین جنگ یهود-روم (۶۶–۷۳ میلادی) شرکت داشته است.

## قدیسی
شمعون، همچون سایر حواریون، در کلیسای کاتولیک از جمله کلیسای کاتولیک شرقی، همچنین در کلیسای ارتدکس شرقی، کلیساهای ارتدکس مشرقی، لوتریانیسم و کلیساهای عشای انگلیکان به‌عنوان قدیس گرامی داشته می‌شود.
در کلیسای انگلستان، او همراه با تادئوس در تقویم قدیسان (کلیسای انگلستان) با یک جشن در ۲۸ اکتبر یاد می‌شود.

## در هنر مسیحی

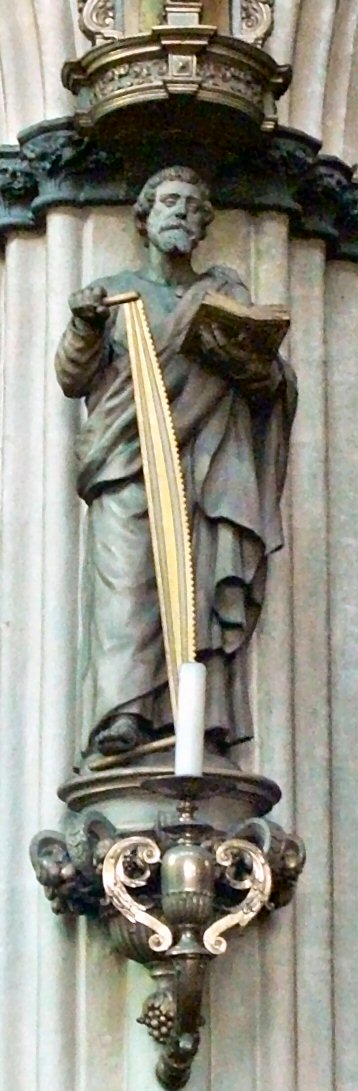
قدیس شمعون قانوی با نماد اره

در آثار هنری، شمعون با نماد شناسایی‌کنندهٔ اره به تصویر کشیده می‌شود، چرا که بنا بر سنت، او با اره به دو نیم شهید شده است.

### نگارخانه

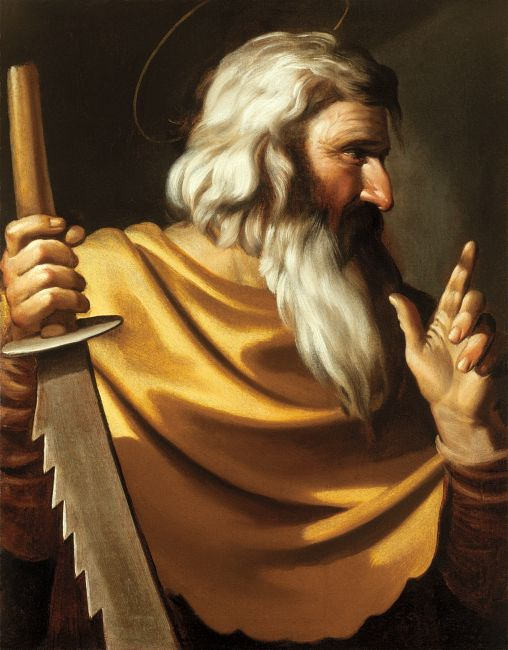
شمعون قانوی اثر کاراواجو
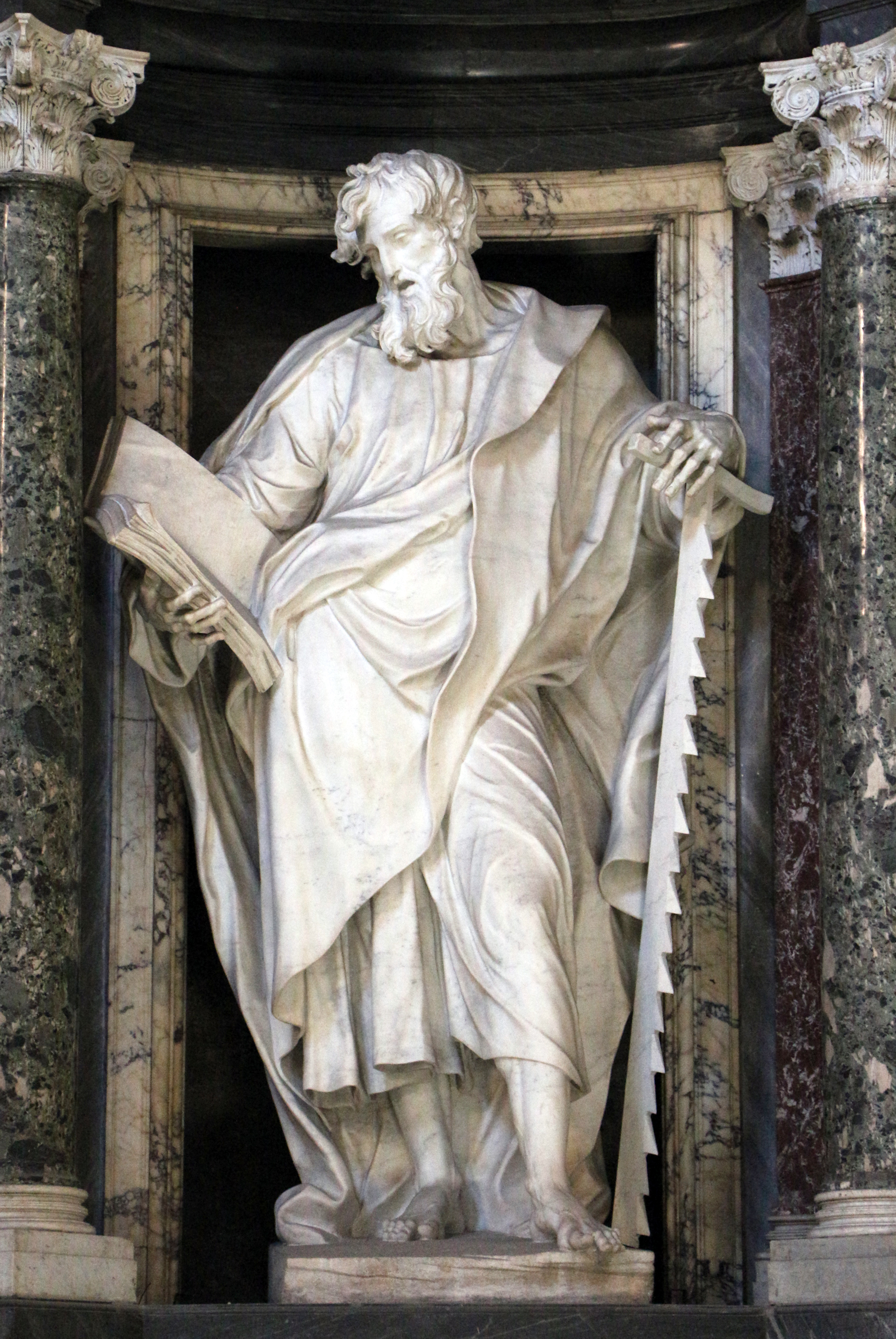
تندیس قدیس شمعون (۱۷۰۸–۰۹) اثر فرانچسکو موراتی در بازیلیکای سنت جان لاتران
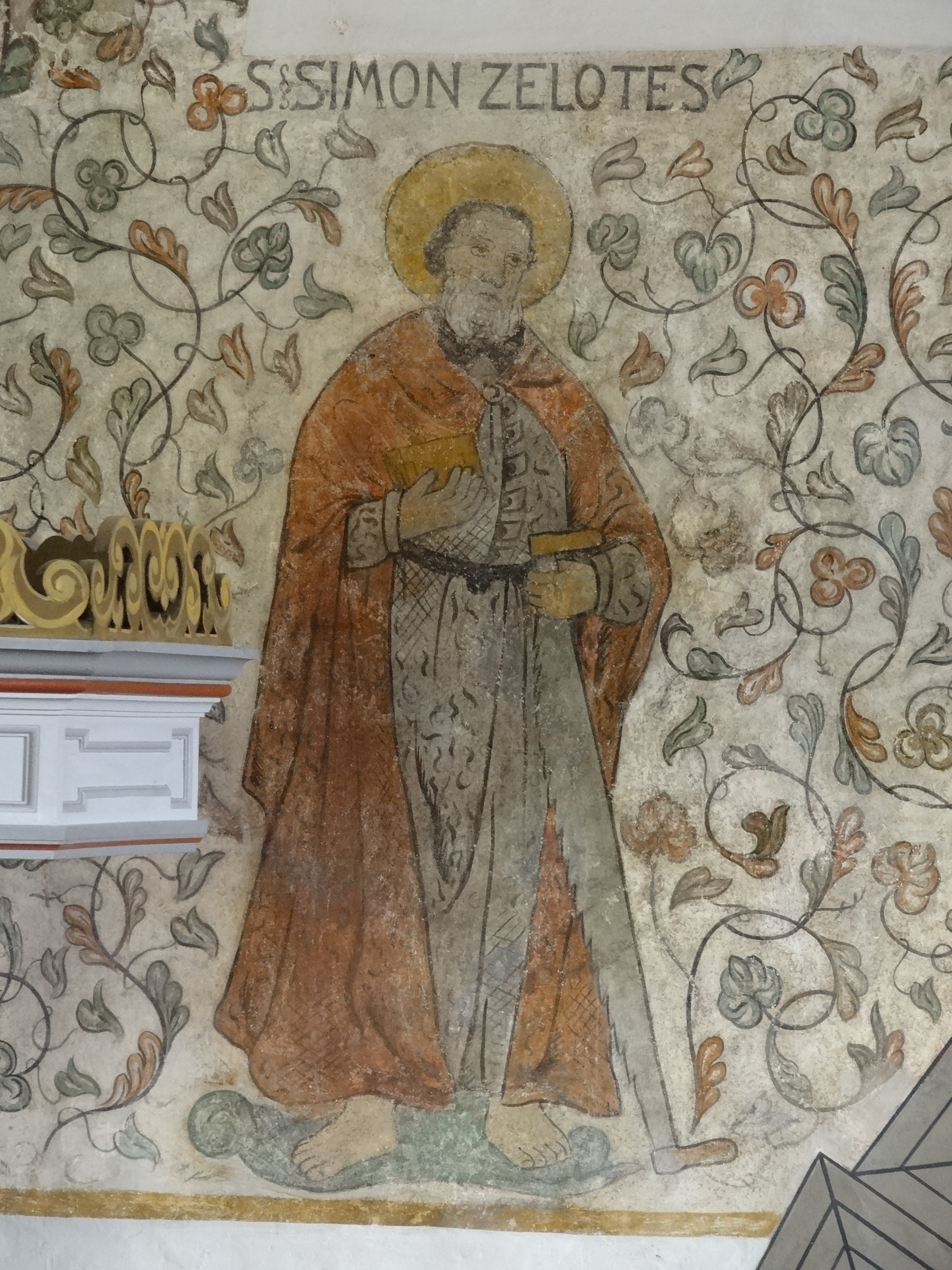
شمعون قانوی، نقاشی دیواری قرن شانزدهم در دیوار شرقی کلیسای انجیلی [de] لای‌گِشترن
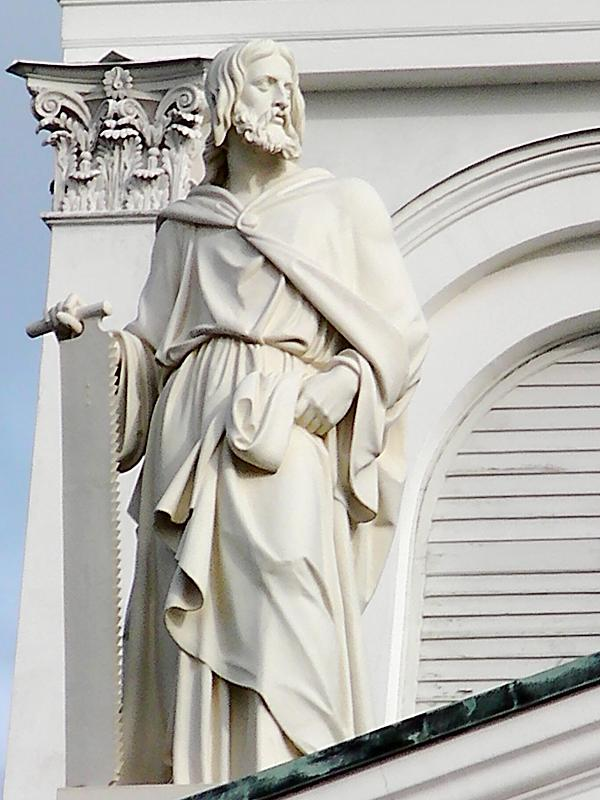
تندیس شمعون قانوی اثر هرمان شیولبین در پشت‌بام کلیسای جامع هلسینکی
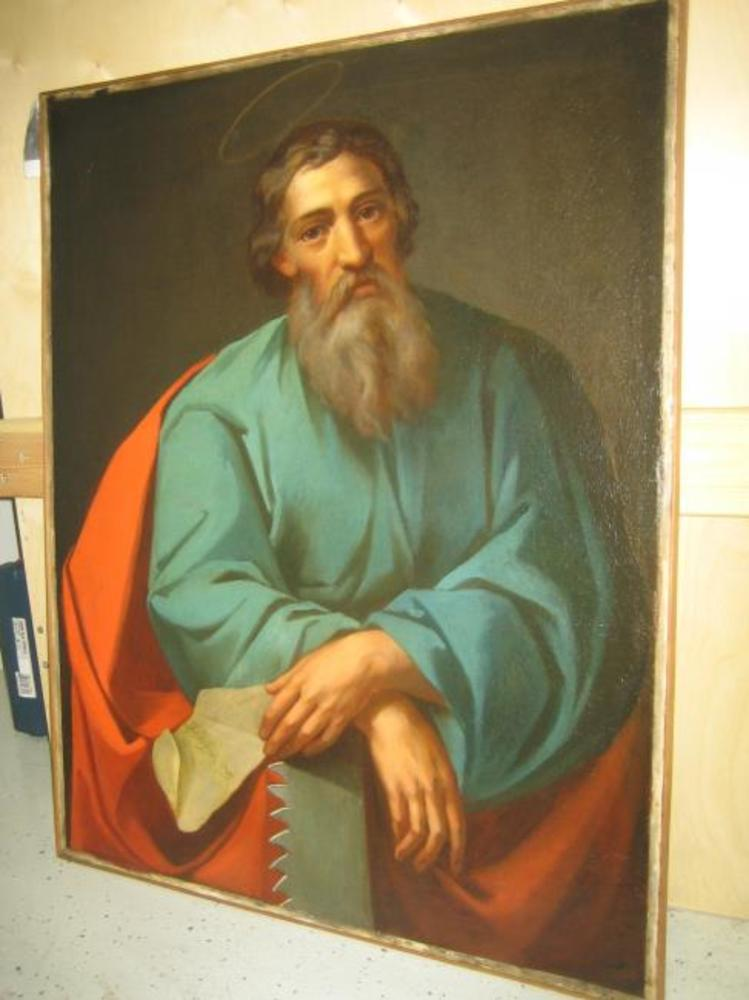
حواری شمعون قانوی اثر گئورگ گسل
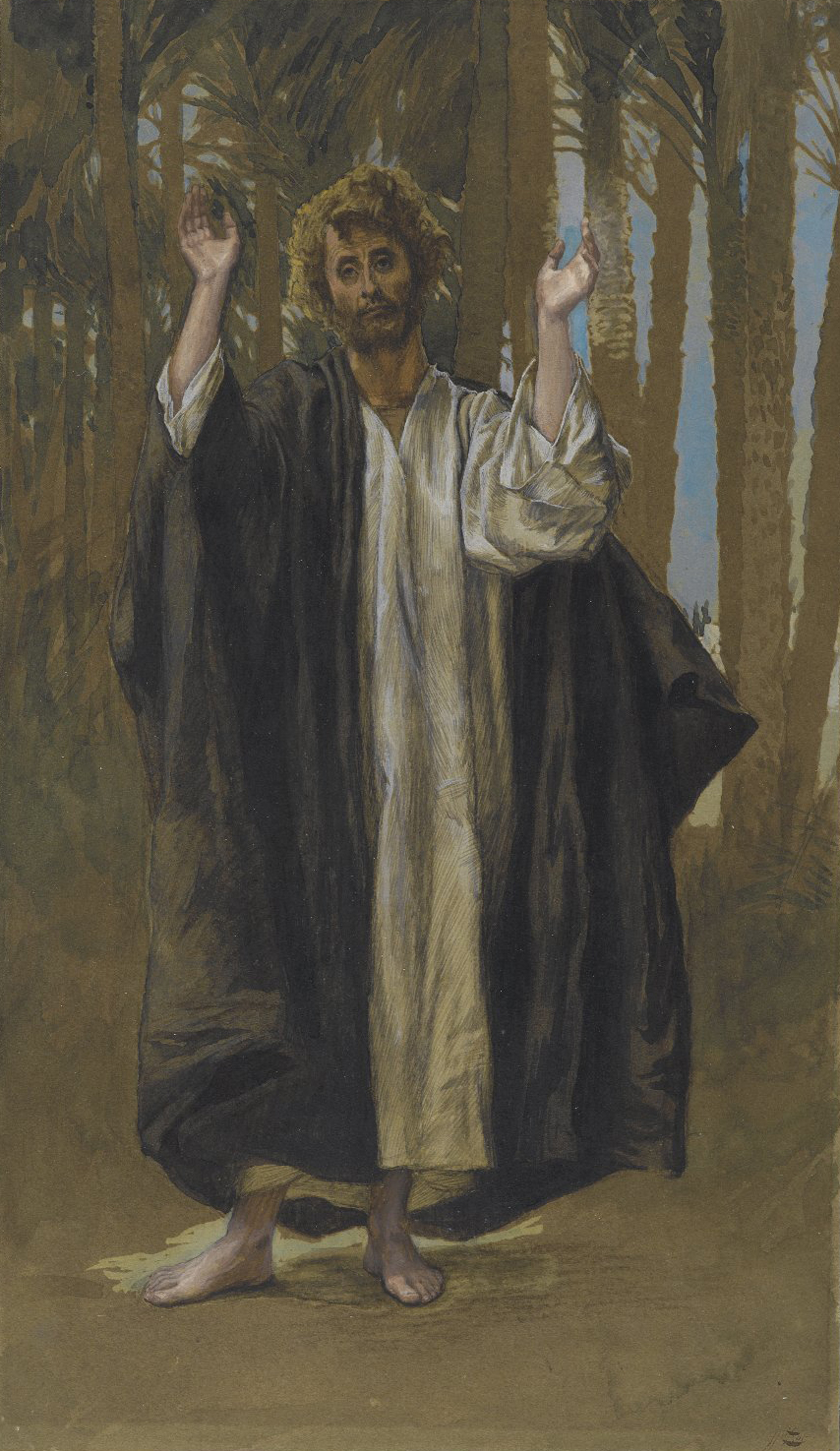
قدیس شمعون اثر جیمز تیسو، موزه بروکلین

## در اسلام
در اسلام، مفسران مسلمان و شارحان قرآن نام دوازده حواری را ذکر کرده‌اند و شمعون را نیز در میان شاگردان عیسی آورده‌اند. بر پایهٔ روایات اسلامی، گفته می‌شود که شمعون برای تبلیغ ایمان به خداوند به سوی قوم بربر در بیرون از شمال آفریقا فرستاده شد.